# 임칙서
임칙서(중국어 정체자: 林則徐, 병음: Lín Zéxú 린쩌쉬[*], 1785년 8월 30일 ~ 1850년 11월 22일)는 중국 청나라 말기의 정치가이다. 자는 소목(少穆), 호는 문충(文忠)으로 청나라의 흠차대신을 두 번 역임하였다. 임칙서는 영국에 의한 아편 밀수를 강경하게 단속하여 영국과의 아편 전쟁이 일어난 계기를 만들었다. 양무운동의 중요인물인 양강총독 겸 남양대신 심보정의 장인이다.

## 가계
- 아버지 : 임빈일(林賓日)
  - 본인 : 임칙서(林則徐)
    - 딸 : 임보청(林普晴)
    - 사위 : 심보정(沈葆楨)

## 생애와 배경

### 관리생활
1785년 푸젠성 푸저우 민허우 현의 후관에게서 태어났다. 그의 부친은 과거에 낙방하여 궁핍한 훈장 생활을 하였다. 임칙서는 아버지의 뜻에 따라 학문에 힘써 1811년(가경 16년), 27세 때 과거에 합격하여 진사가 되었다. 베이징의 한림원에 들어간 임칙서는 많은 행정 자료를 읽으면서 연구에 힘썼다고 한다. 그 후로 지방관을 역임해, 농촌의 재건과 치수 문제에 적극 개입하고 부정한 관리들을 처벌했다. 그의 지방 행정관으로서의 수완은 오늘날도 높게 평가되고 있다. 또 그의 아편 근절의 대처도 지방관으로 일하면서 쌓은 경험을 발휘한 것으로 추측하고 있다.

### 아편문제

#### 광저우 파견
1837년(도광 17년)에 호광총독(현재의 후베이성, 후난성을 합친 지방 장관)이 된다. 이때에 관내에서의 아편 근절에 실적을 올리고 황작자(黃爵滋)의 「아편엄금론」에 동참해 글을 올렸다. 도광제는 그 실적과 논의의 가치를 높게 평가해, 1838년에 임칙서를 아편 수입을 막는 흠차대신으로 임명했다. 당시 중국에서는 영국의 아편이 대량 유입되어 은이 밖으로 흘러나가 국가재정이 줄어들었다. 아편 수입을 금지했으나 효과가 없자, 임칙서를 흠차대신으로 삼아 광저우에 파견하였다.

#### 아편 폐기

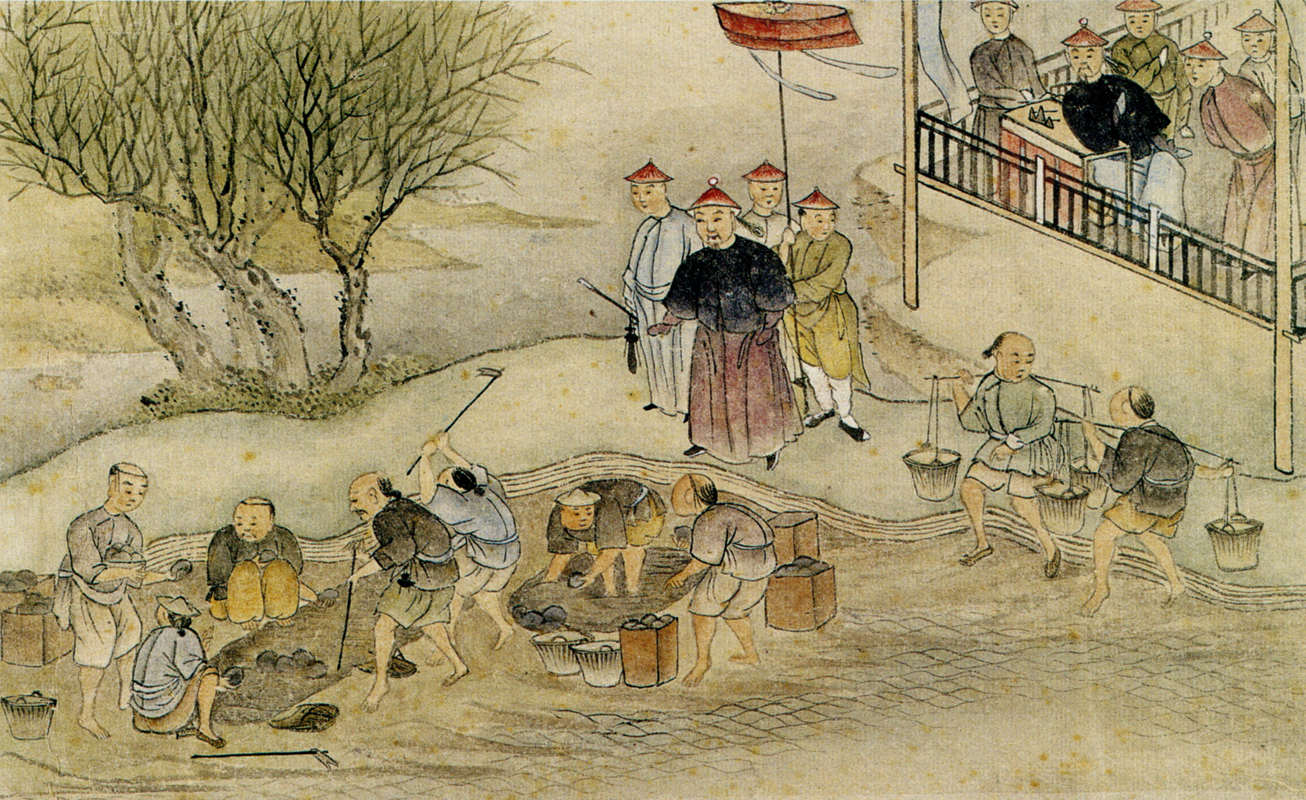
아편을 처분하는 임칙서

1839년 3월 10일, 임칙서는 두 달의 여정을 거쳐 광저우에 도착했다. 주 강의 양쪽에는 사람들이 구름떼처럼 몰려들어 흠차대신을 맞이했다. 광저우 전역이 흠차 대신이 오기를 기다리고 그의 목소리에 귀를 기울였다. 임칙서는 이튿날 두 장의 공고문을 써 붙였다. 한 장은 자신이 흠차대신의 신분으로 광저우에 온 목적은 항구를 불태운 사건을 조사한다는 내용이었고, 나머지 한 장은 아편 단속을 알리는 것이었다. 이는 흠차대신인 임칙서가 광저우의 관리와 백성, 그리고 외국인에게 최초로 자신을 드러내면서 복잡한 숙제를 풀어가기 위한 준비 작업이었다. 광저우로 가는 도중에 임칙서는 광범위하게 조사를 했으며, 광저우에 도착해서도 6~7일의 현장 조사를 진행한 다음 3월 18일에 13행(行)의 행수를 소환해 심문을 했다. 13행이란 청 정부가 대외 무역을 특별히 허가한 13개의 상점으로, 차와 비단 무역 등을 독점했다. 이들은 대외 무역의 특권을 누리는 관료 상인으로, 흡화행의 오소영, 광주행의 노계광이 대표적인 인물이었다. 13행은 외국 상인과 결탁해 아편 밀매를 돕는 외국 상인의 대리점이었다.
임칙서는 영국 상인들로부터 차와 교환한 아편에 석회를 묻혀 바다로 폐기해 버렸는데(아편은 석회와 소금을 만나면 화학 반응이 일어나 못쓰게 되기 때문이다.), 이 조치에 분노한 영국 상인들은 임칙서에게 항의하였고, 결국 아편 전쟁을 일으켰다.

#### 영국과의 외교분쟁
현지의 영국 상인을 지원하기 위해서 파견된 영국의 동양함대는 광둥이 아니라 베이징에서 가까운 톈진에 출몰하였다. 바로 코 앞에 닥친 함대를 맞이한 청의 지도부는 당황하며 임칙서를 해임하였고, 영국에 저자세로 대처하였다. 임칙서의 후임 기선(琦善)은 오로지 영국에 저자세로 일관하였고, 그 결과 청나라가 대폭 양보한 난징 조약을 맺게 된다.

#### 러시아의 위협 확인
1840년 흠차대신에서 해임된 임칙서는 신장으로 좌천되어 그 곳에서 운귀 총독을 지냈다. 그러나 임칙서는 여기서 선정을 펴서 주민으로부터 존경을 받았다. 임칙서에게 있어서도 이 곳에서 남하하는 러시아 제국의 위협을 실제로 살필 수있었던 것은 큰 수확이었으며, 진사 후학들에게 「장래 청나라의 최대의 위협은 영국보다 러시아일 것이다」라는 말을 남겼다. 이것이 훗날 좌종당 등이 새방파를 형태 만드는 계기가 되었다.
1849년(도광 29년)에 은둔생활을 하던 중에 태평천국의 난이 발발하면서 난을 진압하기 위한 흠차대신으로 임명되었다. 그리고 임지로 가는 도중에 병사했다.

## 평가
임칙서는 호문(虎門)의 아편 소각 사건을 주도하여 외세의 침략에 신음하던 중화민족의 호기를 만방에 떨친 정치가로 유명하다. 그는 외세에 항거하는 조직을 결성하여 아편을 반대하는 운동을 펼치는 한편, 선진의 문물과 새로운 지식을 받아들일 것을 주장하였다. 낡은 중화사상에서 벗어나 "세계로 시야를 넓힐 것"을 중국인들에게 외친 최초의 지식인이라고 볼 수 있다.
임칙서가 해임된 이유 중 하나로 당시의 청의 관료사회는 광둥의 상인으로부터 뇌물을 받고 있는 사람이 대부분이었는데, 임칙서에 의해 그 돈이 끊긴 일을 원망하는 관료가 많았다고 한다. 만약 임칙서가 그대로 광둥에서 그대로 자리를 지키고 있었으면, 영국을 격퇴했었을 수도 있었다고, 후세의 중국인은 안타까워했다.

## 같이 보기
- 아편 전쟁
- 태평천국
- 우루무치
- 심보정